# طلعت فريد
محمد طلعت فريد سياسي ورياضي عمل ضابطا بالقوات المسلحة، وعرف بانجازات ومساهماته في الحياة السياسية والرياضية، وهو من مواليد امدرمان غرب المستشفى  في العام 1908م
التعليم درس مراحله الدراسية بالخرطوم وتخرج في كلية غردون في قسم المحاسبة، لعب بفريق الكلية وذلك بعد اكتشاف موهبته وقوته البدنية فكان يلعب في منشطي كرة القدم والطائرة.

## اسهاماته
اختار اللعب في فريق الهلال الرياضي من بداياته، ومن ثم التحق بالمدرسة الحربية، تخرج فيها في بدايات الثلاثينيات، وهنالك بدات انطلاقته حيث تدرج في رتبة الأميرالاي، في العام 1956م ونال رتبة اللواء في العام 1958مشارك في معارك الحرب العالمية الثانية بعث في العام 1946تعليم العسكرية في الشرق الأوسط ونال درجة معلم معلمي الميدان، ثم حاز على شهادة فنون التكتيك العسكري اثناء المعارك، عمل بمعظم ولايات السودان في عهده تم إنشاء مجمع الالعاب الرياضية 1961 عين ويرا للمعارف في العام 1963م
```
السيرة العسكرية
```

التحق بالمدرسة الحربية، وتخرج منها في بدايات الثلاثينيات، شارك في معارك الحرب العالمية الثانية وأبتـُعِث في العام 1946 في دورة تعليم عسكرية في الشرق الأوسط ونال درجة معلم ميداني، وفي يونيو 1953 نال شهادة فنون الحرب والتكتيك العسكري أثناء المعارك. وبعد تخرجة من الكلية الحربية نقل للقيادة الشرقية وظل يتنقل بين مختلف الوحدات الى ان تم تعيينه قائدا لسلاح الاشارة في 2 مايو 1955 وفي عام 1956 نال رتبة بكباشي، في عام 1957 عُين قائداً للقوات المسلحة بجنوب السودان. وفي نوفمبر 1958 وبعد استلام الفريق عبود لمقاليد السلطة، رُقي طلعت فريد لرتبة لواء، وعُين وزيراً للاستعلامات والعمل (الثقافة والإعلام) فشهدت الوزارة في عهده مهرجانات المديريات ــ افتتاح المسرح القومي وتشغيل التلفزيون زائداً تمدد مساحة الانتشار للبث الإذاعي، وكان هو من وقع اتفاقية مياه النيل 1959. وفي عهده تأسس مجمع الالعاب الرياضية عام 1961[2]

## انجازات
التكريمات والأوسمة
ميدالية الخدمة الممتازة.
نيشان الخدمة الطويلة الممتازة للضباط.
ميدالية نجمة 1939-1945.
ميدالة نجمة افريقيا.
ميدالية الدفاع.
ميدالية نجمة الحرب.
ميدالية خدمات السودان العامة.[3]
عين قائد للقوات المسلحة بجنوب السودان في عام 1957م
عين وزيرا للاستعلامات في العام  1958م

## التقاعد
بعد التقاعد في العام 1964م واصل اهتماماته الرياضية،  فعمل في عدد من لجان تطوير الرياضة وشارك بوفد السودان في اولمبياد ميونخ 1972م.
عمال رئيس اللجنة الاولمبيه السودانيه 1975-1976

## الوفاة
توفي إلى رحمة مولاة في العام 1992م.